# تپه سرچک
تپه سرچک مربوط به دوره اشکانیان - سده‌های اولیه دوران‌های تاریخی پس از اسلام است و در شهرستان خرم‌آباد، بخش پاپی، دهستان کشور، ۲/۵ک متری روستای سنگتراشان واقع شده و این اثر در تاریخ ۲۸ اسفند ۱۳۸۵ با شمارهٔ ثبت ۱۸۶۲۲ به‌عنوان یکی از آثار ملی ایران به ثبت رسیده است.